# Зоряна принцеса проти сил зла (сезон 1)
Перший сезон тривав у США з 18 січня по 21 вересня 2015 року. Сезон налічує 13 епізодів (24 серій). Поки це найкоротший сезон за всю історію мультсеріалу.

## Список серій
| Номер епізоду | Номер серії | Оригінальна назва                               | Українська назва                                   | Автор(и) сценарію                                                     | Дата показу (у США) | Дата показу в Україні |
| --- | ----------- | ----------------------------------------------- | -------------------------------------------------- | --------------------------------------------------------------------- | ------------------- | --------------------- |
| 1a | 1           | Star Comes to Earth                             | Зірку відправляють на Землю                        | Дарон Нефсі, Дейв Вассон, Джордана Аркін                              | 18 січня 2015       | 6 квітня 2019         |
| На 14-й день народження принцеса Зірка Баттерфлай отримує чарівну паличку, але коли дівчина підпалює замок, її відправляють на Землю, щоб вона там тренувалася. На Землі вона навчається в Академії Ехо-Крик, де знайомиться з Марко Діазом, відомим як "безпечний малюк". Після того як Зірка познайомилась з Марко у неї з'являється відчуття, що їй не навчитися керувати паличкою, але після вона стикається з Лудо та його армією монстрів, і їй доводиться вчитися. |             |                                                 |                                                    |                                                                       |                     |                       |
| 1b | 2           | Party with a Pony                               | Вечірка з Поні                                     | Дарон Нефсі                                                           | 18 січня 2015       | 6 квітня 2019         |
| Краща подруга Зірки - Поніголова - прилітає з М'юні на Землю, щоб повеселитися з нею, перш ніж її відправлять до виправної школи Святої Ольги для норовливих принцес. |             |                                                 |                                                    |                                                                       |                     |                       |
| 2a | 3           | Match Maker                                     | Пошук пари                                         | Аарон Хаммерслі, Дарон Нефсі, Лейн Луерас, Дейв Стоун                 | 30 березня 2015     | 7 квітня 2019         |
| Зірка провалює свій перший тест в школі, вона просить Міс Скаллнік виправити оцінку, але замість цього випадково перетворює її в троля. |             |                                                 |                                                    |                                                                       |                     |                       |
| 2b | 4           | School Spirit                                   | Шкільний дух                                       | Зеус Цервас, Аарон Хаммерслі                                          | 30 березня 2015     | 7 квітня 2019         |
| У той час як Марко намагається захистити від викрадення свого друга Фергюсона, нового талісмана футбольної команди, Зірка уявила, що футбол - це реальне поле битви. |             |                                                 |                                                    |                                                                       |                     |                       |
| 3a | 5           | Monster Arm                                     | Рука-монстр                                        | Аарон Хаммерслі, Берт Юн                                              | 6 квітня 2015       | 8 квітня 2019         |
| Марко ламає руку перед турніром з карате. Щоб якось виправити ситуацію, Зірка використовує чарівну паличку, але замість здорової руки Марко отримує величезне щупальце, яке згодом починає погано впливати на Марко. |             |                                                 |                                                    |                                                                       |                     |                       |
| 3b | 6           | The Other Exchange Student                      | Іще один учень по-обміну                           | Майк Маллен, Керрі Ліао                                               | 6 квітня 2015       | 8 квітня 2019         |
| До родини Діаз приїжджає їх улюблений учень з обміну - Густав, але Зірка підозрює його в канібалізмі. |             |                                                 |                                                    |                                                                       |                     |                       |
| 4a | 7           | Cheer up Star                                   | Зірко, не сумуй                                    | Керрі Ліао, Аарон Хаммерслі, Домінік Бісіньяно                        | 13 квітня 2015      | 9 квітня 2019         |
| Зірка впадає в депресію через те, що хлопець, який їй сподобався, не дзвонить. Щоб це виправити, Марко намагається розвеселити її, але перебільшує і тим самим викликає Людо і всю його армію чудовиськ. |             |                                                 |                                                    |                                                                       |                     |                       |
| 4b | 8           | Quest Buy                                       | Магомаркет                                         | Аарон Хаммерслі, Домінік Бісіньяно                                    | 13 квітня 2015      | 9 квітня 2019         |
| Зірка втратила зарядний пристрій для своєї чарівної палички. На пошуки нової зарядки вона разом з Марко відправляється в «Магомаркет», але там їх чекає неприємний сюрприз. |             |                                                 |                                                    |                                                                       |                     |                       |
| 5a | 9           | Diaz Family Vacation                            | Відпустка родини Діаз                              | Зеус Цервас, Крістофер Грехем, П'єро Пілузо                           | 20 квітня 2015      | 10 квітня 2019        |
| На річницю подружжя Діаз, Зірка, всупереч заборонам батьків, хоче відправити їх в подорож на М'юні. |             |                                                 |                                                    |                                                                       |                     |                       |
| 5b | 10          | Brittney’s Party                                | Вечірка Брітні                                     | Майк Маллен, Йен Васселук                                             | 20 квітня 2015      | 10 квітня 2019        |
| Зірка разом з Марко без запрошення проникають на вечірку на честь дня народження Бріттані Вонг. |             |                                                 |                                                    |                                                                       |                     |                       |
| 6a | 11          | Mewberty                                        | М'юбертат                                          | Аарон Хаммерслі, Домінік Бісіньяно                                    | 15 червня 2015      | 11 квітня 2019        |
| У Зірочки починається м'юбертат і вона перетворюється в шестирукого, неконтрольованого монстра. |             |                                                 |                                                    |                                                                       |                     |                       |
| 6b | 12          | Pixtopia                                        | Пікстопія                                          | Крістофер Грехем, Майк Маллен, Карлос Рамос                           | 15 червня 2015      | 11 квітня 2019        |
| Марко з друзями бавилися по чарівному телефону Зірки і витратили весь її рахунок. Марко з Зіркою і його друзями йдуть оплачувати рахунок в інший вимір, але в результаті вони стають рабами королеви фей. |             |                                                 |                                                    |                                                                       |                     |                       |
| 7a | 13          | Lobster Claws                                   | Крабоклешня                                        | Майк Маллен, П'єро Пілузо, Скотт О'Брайен                             | 22 червня 2015      | 12 квітня 2019        |
| Крабоклешню виключають з команди лиходіїв через те, що він не зміг вкрасти чарівну паличку Зірочки. Марко вирішує зробити Крабоклешню добрим. |             |                                                 |                                                    |                                                                       |                     |                       |
| 7b | 14          | Sleep Spells                                    | Чари у ві сні                                      | Майк Маллен, Йен Васселук                                             | 22 червня 2015      | 12 квітня 2019        |
| Марко вирішує допомогти Зірці, щоб вона перестала чаклувати уві сні. |             |                                                 |                                                    |                                                                       |                     |                       |
| 8a | 15          | Blood Moon Ball                                 | Бал Кривавого Місяця                               | Аарон Хаммерслі, Домінік Бісіньяно                                    | 20 липня 2015       | 13 квітня 2019        |
| У школу приходить хлопець Зірки - Том, і запрошує її на бал кривавого місяця, який проходить 1 раз в 667 років. |             |                                                 |                                                    |                                                                       |                     |                       |
| 8b | 16          | Fortune Cookies                                 | Печиво з Передбаченням                             | Керрі Ліао, Майк Маллен                                               | 20 липня 2015       | 13 квітня 2019        |
| Після чергової перемоги Зірки і Марко над Людо і його армією, Марко веде Зірку в китайське кафе, де Зірка пробує «чарівне» печиво, що пророкує майбутнє. |             |                                                 |                                                    |                                                                       |                     |                       |
| 9a | 17          | Freeze Day                                      | Заморожений час                                    | Керрі Ліао, Майк Маллен                                               | 27 липня 2015       | 14 квітня 2019        |
| Зірка зупиняє час, щоб Марко зміг прийти в школу вчасно і привітатися з Джекі. Але, відновити час не виходить і вони відправляються на Рівнини Часу, щоб змусити Батька Час виправити це. |             |                                                 |                                                    |                                                                       |                     |                       |
| 9b | 18          | Royal Pain                                      | Страждання Королів                                 | П'єро Пілузо, Йен Васселук                                            | 27 липня 2015       | 14 квітня 2019        |
| Король Батерфляй відвідує Зірку без попередження і проводить вечірку з його Міжпросторового друзями. |             |                                                 |                                                    |                                                                       |                     |                       |
| 10 | 19          | St. Olga’s Reform School for Wayward Princesses | Виправна школа Святої Ольги для норовливих принцес | П'єро Пілузо                                                          | 10 серпня 2015      | 15 квітня 2019        |
| Зірка відправляється в виправну школу Святої Ольги для примхливих принцес, щоб визволити свою подругу Поніголову в її день народження. |             |                                                 |                                                    |                                                                       |                     |                       |
| 11a | 20          | Mewnipendance Day                               | День М'юнілежності                                 | Домінік Бісіньяно, Аарон Хаммерслі, Кайл Ньюсвальд, Кардер Шолін      | 17 серпня 2015      | 16 квітня 2019        |
| Зірка, святкуючи день М'юнілежності на Землі, вирішує відтворити велику битву за М'юні і переодягає своїх друзів в лицарів і монстрів. Лудо в цей час шукає підходящий момент для крадіжки чарівної палички. |             |                                                 |                                                    |                                                                       |                     |                       |
| 11b | 21          | The Banagic Incident                            | Бананова магія                                     | Домінік Бісіньяно, Нат Кеш, Майк Маллен, Кайл Ньюсвальд, Кардер Шолін | 17 серпня 2015      | 16 квітня 2019        |
| Зірка знаходить в каталозі журналу банагічну паличку, здатну робити банановий охолоджуючий десерт, і відправляється на пошуки магазину, в якому вона продається. |             |                                                 |                                                    |                                                                       |                     |                       |
| 12a | 22          | Interdimensional Field Trip                     | Міжвимірна екскурсія                               | П'єро Пілузо, Йен Васселук                                            | 14 вересня 2015     | 17 квітня 2019        |
| Міс Скаллнік веде свій клас на восьмигодинну екскурсію в Музей скріпок. Всім стає неймовірно нудно, і Зірочка вирішує провести свою екскурсію за допомогою міжпросторових ножиць. |             |                                                 |                                                    |                                                                       |                     |                       |
| 12b | 23          | Marco Grows A Beard                             | Марко відроджчує бороду                            | Майк Маллен, П'єро Пілузо, Тайлер Чен                                 | 14 вересня 2015     | 17 квітня 2019        |
| Марко зауважує, що Джекі подобаються хлопці з бородою, і вирішує відростити свою. Зірка допомагає йому в цьому, використовуючи магію, але через магії його борода розростається і наповнює весь будинок, а Зірка втрачає паличку в волоссі. Для Лудо це чудова можливість дістатися до палички раніше Зірки і нарешті дістати її. |             |                                                 |                                                    |                                                                       |                     |                       |
| 13 | 24          | Storm The Castle                                | Штурм замку                                        | Домінік Бісіньяно, Крістофер Грехем, Аарон Хаммерслі, Йен Васселук    | 21 вересня 2015     | 18 квітня 2019        |
| Після сварки, Зірка вирішує вибачитися перед Марко, але не знаходить його. Вона отримує повідомлення від Тоффі, в якому говориться, що їй необхідно прийти в замок Лудо, якщо вона знову хоче бачити свого друга. |             |                                                 |                                                    |                                                                       |                     |                       |